# 小林正宗
小林 正宗（こばやし まさむね、2001年1月21日 - ）は、日本の子役である。かつてはスマイルモンキーに所属していた。

## 人物
- 2009年7月4日に放送されたバラエティ番組『めちゃ2イケてるッ!』でのドッキリ企画「岡次郎の夏」にて、父親を失った少年の役をシリアスに演じ切り、ナインティナイン・岡村隆史を最後まで欺いた。その後、大オチとして「オカレモンJr.」を演じ、同キャラで番組イベント「めちゃ畑牧場」のマスコットに抜擢、その後は「レモンズJr.」の一員・マサムネとして準レギュラー化していた。
- FUNKY MONKEY BABYSの『ヒーロー』PVでは、日本テレビの羽鳥慎一アナウンサーが演じる、仕事に忙しい父親とのすれ違いが続く息子役を演じた。

## 出演

### テレビドラマ
- ブラッディ・マンデイ（2008年、TBS）
- 世にも奇妙な物語 21世紀 21年目の特別編「缶けり」（2011年5月14日、フジテレビ） - 熊谷慎司の幼少 役

### テレビアニメ
- 侵略!イカ娘（2010年、テレビ東京） - デップ 役

### バラエティ
- めちゃ2イケてるッ!（2009年 - 2010年、フジテレビ）レモンズJr.
- ピラメキーノ ワリカン美食クラブ（2010年、テレビ東京）
- お笑い芸人どっきり王座決定戦スペシャル （2010年、フジテレビ）

### その他
- できた できた できた（2010年4月 - 2016年3月、NHK教育テレビ）

### CM
- ポケットモンスター（2006年）
- 毎日新聞社（2009年）
- ACジャパン 2009年度支援キャンペーン リサイクルの夢（2009年）
- かどや 純正ごま油 ごま油ブラザーズ編（2010年）

### 映画
- 配偶者虐待（2008年） - 村上亮 役

### プロモーションビデオ
- KOTOKO『七転八起☆至上主義!』（2007年）
- FUNKY MONKEY BABYS『ヒーロー』（2009年） - 羽鳥たくや 役
- つるの剛士『メダリスト』（2010年）

### スチール
- 教育出版『平成22年度版教科書』